# Буис
Буи́с (фр. Bouisse) — коммуна во Франции, находится в регионе Лангедок — Руссильон. Департамент коммуны — Од. Входит в состав кантона Мутуме. Округ коммуны — Каркасон.
Код INSEE коммуны — 11044.

## Население
Население коммуны на 2008 год составляло 94 человека.
| 1962 | 1968 | 1975 | 1982 | 1990 | 1999 | 2008 |
| ---- | ---- | ---- | ---- | ---- | ---- | ---- |
| 115  | 96   | 72   | 87   | 72   | 85   | 94   |

## Экономика
В 2007 году среди 55 человек в трудоспособном возрасте (15—64 лет) 39 были экономически активными, 16 — неактивными (показатель активности — 70,9 %, в 1999 году было 67,9 %). Из 39 активных работали 35 человек (16 мужчин и 19 женщин), безработных было 4 (3 мужчин и 1 женщина). Среди 16 неактивных 1 человек был учеником или студентом, 7 — пенсионерами, 8 были неактивными по другим причинам.

## Достопримечательности
- Церковь, построенная в 1650—1659 годах
- Дольмен
- Часовня Сен-Панкрас